# Phyllanthus purpusii
Phyllanthus purpusii är en emblikaväxtart som beskrevs av Townshend Stith Brandegee. Phyllanthus purpusii ingår i släktet Phyllanthus och familjen emblikaväxter. Inga underarter finns listade i Catalogue of Life.